# 2003年温布尔登网球锦标赛
2003年温布尔登网球锦标赛。

## 冠军
单打列出冠亚军以及决赛比分，双打列出冠军组合。

### 男子单打
主条目：2003年温布尔登网球锦标赛男子单打比赛
羅傑·费德勒（瑞士）7-6(5) 6-2 7-6(3) 馬克·菲利普西斯（澳大利亚）

### 女子单打
主条目：2003年温布尔登网球锦标赛女子单打比賽
小威廉姆斯（美国）4-6 6-4 6-2 大威廉姆斯（美国）

### 男子双打
主条目：2003年温布尔登网球锦标赛男子双打比賽
約納斯·比約克曼（瑞典）/托德·伍德布里奇（澳大利亚）

### 女子双打
主条目：2003年温布尔登网球锦标赛女子双打比賽
金·克萊斯特尔斯（比利时）/杉山愛（日本）

### 混合双打
主条目：2003年温布尔登网球锦标赛混合双打比賽
利安德·帕斯（印度）/玛蒂娜·纳芙拉蒂洛娃（美国）
| 前任： 2002年温布尔登网球锦标赛 | 温布尔登网球锦标赛 2003年 | 繼任： 2004年温布尔登网球锦标赛 |
| 前任： 2003年法国网球公开赛     | 网球大满贯 2003年         | 繼任： 2003年美国网球公开赛     |